# Stout Hearts and Willing Hands
Stout Hearts and Willing Hands ist ein US-amerikanischer Kurzfilm von Bryan Foy aus dem Jahr 1931. Er zählt zu den verschollenen Filmen des Regisseurs.

## Handlung
Der Film ist nicht erhalten, doch befindet sich ein Outtake in den UCLA-Archiven. Es zeigt den Helden, der vom Schurken in einer Sägemühle auf ein rundes Sägebrett gefesselt wurde. Die laufende Säge nähert sich langsam seinem Kopf und droht, ihn zu töten, doch die Keystone Kops erscheinen und retten den Helden.

## Produktion
Stout Hearts and Willing Hands wurde vom Masquers Club of Hollywood für RKO Pathé Pictures produziert. Es war der erste Zwei-Reeler der Masquers-Comedies-Serie, einer Reihe von parodistischen Filmkomödien. Der Film kam am 15. Juni 1931 heraus und erhielt am selben Tag einen Copyright-Eintrag. Es war zwischen 1931 und 1935 der einzige Filmauftritt von Ford Sterling.
Stout Hearts and Willing Hand wurde 1932 für einen Oscar in der Kategorie „Bester Kurzfilm – Komödie“ nominiert, jedoch kurz vor der Abstimmung disqualifiziert. Für ihn rückte der RKO-Film Scratch-As-Catch-Can nach, der sich aber nicht gegen Der zermürbende Klaviertransport durchsetzen konnte.